# Sojuz 7K-OKS
La Sojuz 7K-OKS era una versione del veicolo spaziale Sojuz. Era progettato per attraccare ad una stazione spaziale Salyut e aveva un portellone di aggancio per permettere il transito tra due veicoli. Ha volato solo due volte, per portare i cosmonauti sulla Salyut. Durante il rientro della seconda missione, il Sojuz 11 si è depressurizzato uccidendo i membri dell'equipaggio.

## Caratteristiche
- Altezza: 7.95 m
- Diametro: 2.72 m
- Volume: 9 m³

## Missioni con equipaggio
- Soyuz 10
- Soyuz 11